# Prosopocera flavomarmorata
Prosopocera flavomarmorata là một loài bọ cánh cứng trong họ Cerambycidae.